# 名和宗則
名和 宗則（なわ むねのり）は、日本の男性アニメーター、アニメ演出家・監督。feel.所属。
葦プロダクション出身。『D.C.S.S. 〜ダ・カーポ セカンドシーズン〜』が初監督作品である。専門学校東京デザイナー学院（現：専門学校東京クールジャパン）を卒業後、アニメ業界入り。同学院での同期生には、岸本誠司や尾石達也、吉田健一などがいる。

## 主な参加作品

### テレビアニメ
1990年
- アイドル天使ようこそようこ（動画）

1991年
- 魔法のプリンセス ミンキーモモ（第2作：1991年 - 1992年、原画）

1992年
- あしたへフリーキック（原画）

1994年
- メタルファイター・MIKU（原画）

1995年
- 新世紀エヴァンゲリオン（原画）

1996年
- ハーメルンのバイオリン弾き（原画）
- 機動戦艦ナデシコ（原画）

1997年
- MAZE☆爆熱時空（作画監督）

1998年
- 南海奇皇（原画）
- 魔術士オーフェン（原画（1話、2話、6話、8話、12話、14話、19話、23話、24話））

1999年
- 魔術士オーフェン Revenge（原画）
- へっぽこ実験アニメーション エクセル・サーガ（原画）

2000年
- だぁ!だぁ!だぁ!（原画）

2001年
- 魔法戦士リウイ（OP原画）
- スクライド（原画）
- ちっちゃな雪使いシュガー（原画）

2002年
- 東京アンダーグラウンド（OP原画）
- ギャラクシーエンジェルZ（作画監督）
- 藍より青し（作画監督）
- 朝霧の巫女（作画監督）
- ギャラクシーエンジェルA（作画監督）

2003年
- 魔法遣いに大切なこと（作画監督）
- ガンパレード・マーチ 〜新たなる行軍歌〜（原画）
- スクラップド・プリンセス（OP原画）
- D.C. 〜ダ・カーポ〜（アイテムデザイン・作画監督・作監補佐・原画）
- LAST EXILE（原画）
- SPACE PIRATE CAPTAIN HERLOCK（原画）
- ヤミと帽子と本の旅人（原画）
- クロノクルセイド（原画）

2004年
- 美鳥の日々（原画）
- ギャラクシーエンジェルX（作画監督）
- 舞-HiME（原画）
- 巌窟王（原画）

2005年
- D.C.S.S. 〜ダ・カーポ セカンドシーズン〜（監督）

2006年
- ガイキング LEGEND OF DAIKU-MARYU（原画（第38話））
- 乙女はお姉さまに恋してる（監督・OP絵コンテ・ED絵コンテ）

2007年
- ななついろ★ドロップス（絵コンテ、演出）
- D.C.II 〜ダ・カーポII〜（演出）

2008年
- レンタルマギカ（絵コンテ）
- 乃木坂春香の秘密（監督）

2009年
- 乃木坂春香の秘密 ぴゅあれっつぁ♪（監督）

2010年
- 聖痕のクェイサー（スーパーバイザー）
- kiss×sis（監督・OP絵コンテ・OP演出）
- FORTUNE ARTERIAL 赤い約束（監督）

2011年
- R-15（監督）

2012年
- この中に1人、妹がいる!（監督）

2013年
- きんいろモザイク（絵コンテ・演出）

2014年
- 普通の女子校生が【ろこどる】やってみた。（監督）
- グリザイアの果実（絵コンテ・演出）

2015年
- ハロー!!きんいろモザイク（副監督）

2016年
- 紅殻のパンドラ（監督）
- Rewrite（絵コンテ・演出・原画）

2017年
- ナイツ&マジック（演出・原画）

2018年
- ミイラの飼い方（演出（第3話）・原画・OP演出）
- ヒナまつり（演出）
- 転生したらスライムだった件（2018年 - 2019年、絵コンテ・原画）

2019年
- 星合の空（演出）

2020年
- ソマリと森の神様（演出）
- 魔法科高校の劣等生 来訪者編（演出）

2021年
- 転生したらスライムだった件（第2期、演出）
- 転生したらスライムだった件 転スラ日記（演出・OP演出）

2023年
- SYNDUALITY Noir（演出）

### 劇場アニメ
1995年
- マクロス7 銀河がオレを呼んでいる!（アニメーションメカデザイン・原画）

2000年
- デジモンアドベンチャー02（原画）

2015年
- 紅殻のパンドラ（監督）

2016年
- きんいろモザイク Pretty Days（副監督）

2017年
- 劇場版 魔法科高校の劣等生 星を呼ぶ少女（原画）

2021年
- 劇場版 きんいろモザイク Thank You!!（監督）

2022年
- 劇場版 転生したらスライムだった件 紅蓮の絆編（絵コンテ・演出）

### OVA
1993年
- NG騎士ラムネ&40 DX ワクワク時空 炎の大捜査戦（原画）
- アイドル防衛隊ハミングバード（原画）

1994年
- B.B.フィッシュ（原画）
- アイドル防衛隊ハミングバード‘94夏（原画）

1995年
- アイドルプロジェクト（OP原画）

1996年
- 覚悟のススメ（原画）
- それゆけ!宇宙戦艦ヤマモト・ヨーコ（原画）

1997年
- でたとこプリンセス（原画）
- ジャングルDEいこう!（原画）
- KEY THE METAL IDOL（原画）
- それゆけ!宇宙戦艦ヤマモト・ヨーコII（原画）

2001年
- エイリアン9（原画（3話）・OP原画）
- ぷにぷに☆ぽえみぃ（原画）

2003年
- アクエリアンエイジSagaII〜Don't forget me…〜（原画）

2008年
- kiss×sis（監督）
- D.C.if 〜ダ・カーポ イフ〜（Special Thanks）

2012年
- 乃木坂春香の秘密 ふぃな〜れ♪（監督）

2013年
- OVAの中に1人、妹がいる!（監督）

### Webアニメ
2019年
- ゼノンザード THE ANIMATION（OP演出）

### ゲーム
2000年
- EVE ZERO（アニメ作画監督）

2001年
- 火焔聖母 〜The Virgin on Megiddo〜（アニメ作画監督補佐）